# Swiss Raid Commando
Das Swiss Raid Commando war ein internationaler Militärwettkampf, der von 1986 bis 2009 in der Schweiz durchgeführt wurde.
An dem Wettkampf unter dem Motto «Vouloir, Croire et Oser» (Wollen, Glauben und Wagen) mussten sich Viererpatrouillen während zwei Tagen an technischen und taktischen Posten über ihr infanteristisches Können mit Schwergewicht auf Commando-Aktionen ausweisen.
Das Swiss Raid Commando wurde zuerst von der Offiziersgesellschaft des Kantons Neuchâtel, von 1997 bis 2003 von der Felddivision 2 und zuletzt vom Lehrverband Infanterie der Schweizer Armee veranstaltet. Es nahmen jeweils einige hundert Teilnehmer aus dem In- und Ausland teil, wobei es für Luftlandetruppen auch spezifische Posten gab.
Die Veranstaltung wurde aus Kostengründen vorderhand eingestellt.